# Alex Timbers
Alex Timbers (New York, 7 agosto 1978) è un drammaturgo, regista e sceneggiatore statunitense.

## Biografia
Alex Timbers è nato e cresciuto a New York e si è laureato magna cum laude all'Università Yale. Ha ottenuto il suo primo successo nel 2010 con la regia del musical dell'Off Broadway Bloody Bloody Andrew Jackson, di cui Timbers era anche il librettista. Nell'ottobre dello stesso anno il musical fu riproposto a Broadway e per Bloody Bloody Andrew Jackson Timbers ha vinto il Drama Desk Award al miglior libretto, oltre a ricevere candidature al Tony Award al miglior libretto di un musical e all'Outer Critics Circle Award alla miglior regia.
Nel 2011 ha co-diretto con Roger Rees la commedia Peter and the Starcatcher, che è stata riproposta a Broadway nel 2012; la pièce è stata un successo, ha attraversato gli Stati Uniti in due tour internazionali ed è valsa a Timbers l'Obie Award per la sua regia, oltre a ricevere una nomination al Tony Award. Nel 2013 ha diretto il musical Here Lies Love nell'Off Broadway, vincendo il Lucille Lortel Award; l'anno successivo ha fatto il suo debutto sulle scene londinesi dirigendo Here Lies Love al National Theatre, per cui ha vinto l'Evening Standard Theatre Award.
Nel 2016 ha diretto il musical Rocky al Winter Garden Theatre di Broadway, dopo aver inizialmente diretto il musical in Germania nel 2012, dove era risultato talmente popolare da restare in cartellone per cinque anni. Nel 2016 ha diretto la commedia Oh Hello! on Broadway, mentre nell'aprile 2019 ha curato la regia dell'adattamento musicale di Beetlejuice - Spiritello Porcello a Broadway. Nell'autunno dello stesso anno è tornato a Broadway con la regia del musical Moulin Rouge!, per cui ha vinto il Tony Award alla miglior regia di un musical e l'Outer Critics Circle Award.
Attivo anche in campo televisivo, Alex Timbers è noto soprattutto per aver ideato, sceneggiato e co-prodotto la serie TV Mozart in the Jungle, premiato con il Golden Globe per la miglior serie commedia o musicale nel 2016. Nel 2018 ha vinto il premio Emmy per la miglior sceneggiatore di uno speciale di varietà per John Mulaney: Kid Gorgeous at Radio City. Fino al 2015 è stato inoltre direttore artistico della compagnia teatrale Les Freres Corbusier, da lui co-fondata nel 2003.

## Filmografia (parziale)

### Sceneggiatore
- Mozart in the Jungle - serie TV, 3 episodi (2014-2015)

## Riconoscimenti
- Golden Globe
  - 2016 – Miglior serie commedia o musicale per Mozart in the Jungle
- Drama Desk Award
  - 2007 – Candidatura alla migliore esperienza teatrale per Hell House
  - 2007 – Candidatura alla miglior regia di un musical per Gutenberg! The Musical
  - 2010 – Miglior libretto di un musical per Bloody Bloody Andrew Jackson
  - 2013 – Candidatura alla miglior regia di un musical per Here Lies Love
  - 2014 – Candidatura alla miglior regia di un musical per Rocky
- Drama League Award
  - 2019 – Premio per l'eccellenza nella regia
- Grammy Award
  - 2020 – Candidatura al miglior album di un musical per Moulin Rouge!
- Premio Emmy
  - 2018 – Miglior sceneggiatore di uno speciale di varietà per John Mulaney: Kid Gorgeous at Radio City
- Evening Standard Theatre Awards
  - 2014 – Miglior regista per Here Lies Love
- Lucille Lortel Award
  - 2011 – Miglior musical per Bloody Bloody Andrew Jackson
  - 2014 – Miglior regia per Here Lies Love
- Obie Award
  - 2004 – Menzione di merito per A Very Merry Unauthorized Children's Scientology Pageant
  - 2011 – Miglior regia per Peter and the Starcatcher
- Outer Critics Circle Award
  - 2010 – Candidatura alla miglior regia di un musical per Bloody Bloody Andrew Jackson
  - 2013 – Candidatura alla miglior regia di un musical per Here Lies Love
  - 2014 – Candidatura alla miglior regia di un musical per Rocky
- Tony Award
  - 2011 – Candidatura al miglior libretto di un musical per Bloody Bloody Andrew Jackson
  - 2013 – Candidatura alla miglior regia di un'opera teatrale per Peter and the Starcatcher
  - 2021 – Miglior regia di un musical per Moulin Rouge!